# Birthday Cake
"Birthday Cake" é uma canção da cantora barbadense Rihanna, gravada para o seu sexto álbum de estúdio Talk That Talk. Foi composta pela própria artista, juntamente com Terius Nash, Marcos Palacios, Ernest Clark, sendo que a produção esteve a cargo de Da Internz e The-Dream. A sua gravação decorreu em 2011 no Hotel Radison Royal Blue Hotel, na Dinamarca. Mesmo sem ter sido lançada como single, devido às descargas digitais posteriores ao lançamento do disco, conseguiu entrar na tabela musical Gaon International Chart da Coreia do Sul e UK Singles Chart do Reino Unido.
A letra da música expressa o desejo por sexo espontâneo. Os críticos ficaram divididos em relação à opinião da melodia, com a maioria a fazer relevo ao conteúdo sexual liricamente explícito. A 20 de Fevereiro de 2012, para assinalar o 24.º aniversário da cantora, foi divulgada uma versão remisturada da faixa com a presença de Chris Brown.

## Antecedentes
Após o lançamento e aclamação do álbum anterior de Rihanna, Loud, a cantora revelou através da rede social Twitter que este seria relançando com novas músicas no outono de 2011, escrevendo que "a era Loud continuaria com novas canções para adicionar à colecção". Em Setembro de 2011, Rihanna afirmou no Twitter que os planos para o relançamento tinham sido cancelados, completando que "[Eu] tinha pensado num relançamento, mas Loud tem o seu próprio corpo de trabalho, e como trabalham no duro merecem algo novo".
Em Agosto de 2011, durante uma entrevista com a Mixtape Daily, o produtor Verse Simmonds pertencente à dupla The Juggernauts, que anteriormente escreveram e produziram "Man Down" do álbum Loud, revelaram que a cantora estava em fase de conclusão do seu sexto disco de originais. O duo também confirmou que tinha escrito dois temas que poderiam ser incluídos no projecto, além de que estavam interessados em escrever um terceiro devido ao estarem "excitados" pela artista ter gostado do seu trabalho. Em 15 de Setembro de 2011, Rihanna confirmou que — as sessões de gravação estavam ocorrendo —, em resposta a um fã através do seu perfil no Twitter, confidenciou que o álbum seria lançado no outono (hemisfério norte).

## Desempenho nas tabelas musicais

### Posições
| Tabela musical (2011)                                     | Melhor posição |
| --------------------------------------------------------- | -------------- |
| Coreia do Sul - Gaon International Chart                  | 45             |
| Estados Unidos - Billboard Bubbling Under Hot 100 Singles | 122            |
| Reino Unido - UK Singles Chart                            | 56             |

## Remistura com Chris Brown
"Birthday Cake" foi oficialmente remisturada com os vocais adicionais do cantor norte-americano Chris Brown, a partir do interlúdio presente no álbum Talk That Talk. Esta versão foi enviada para as áreas urbanas das rádios norte-americanas a 6 de Março de 2012.

## Desempenho nas tabelas musicais

### Posições
| Tabela musical (2012)                        | Melhor posição |
| -------------------------------------------- | -------------- |
| Estados Unidos - Billboard Hot 100           | 24             |
| Estados Unidos - Billboard R&B/Hip-Hop Songs | 2              |
| Estados Unidos - Billboard Digital Songs     | 30             |

## Histórico de lançamento
| País           | Data               | Formato     | Editora discográfica |
| -------------- | ------------------ | ----------- | -------------------- |
| Estados Unidos | 6 de Março de 2012 | Rádio urban | Def Jam              |

## Créditos
Todo o processo de elaboração da canção atribui os seguintes créditos pessoais:
| - Rihanna – vocalista principal, composição; - Terius Nash - composição, co-produção; - Marcos Palacios - composição, produção; - Ernest Clark - - composição, produção; - Kuk Harrell - produção e gravação vocal; | - Marcos Tovar - gravação vocal; - Jennifer Rosales - assistente de gravação vocal; - Kevin KD Davis - mistura; - Calvin Bailiff - assistente de engenharia de mistura. |